# Rhipidura nigritorquis
El abanico pío de Filipinas (Rhipidura nigritorquis) es una especie de ave paseriforme de la familia Rhipiduridae endémica del centro y oeste de las Filipinas. Anteriormente se consideraba una subespecie del abanico pío de la Sonda.